# Curling ai XXIII Giochi olimpici invernali
Le gare di curling dei XXIII Giochi olimpici invernali di Pyeongchang si sono disputate al Centro curling di Gangneung, dall'8 al 25 febbraio 2018. Per la prima volta è stato svolto il torneo di doppio misto.

## Calendario
| RR | Round robin | SF | Semifinali | B | Finale per il bronzo | F | Finale per l'oro |

|                  | 8  | 9  | 10 | 11 | 12 | 13 | 13 | 14 | 15 | 16 | 17 | 18 | 19 | 20 | 21 | 22 | 23 | 24 | 25 |
| ---------------- | -- | -- | -- | -- | -- | -- | -- | -- | -- | -- | -- | -- | -- | -- | -- | -- | -- | -- | -- |
| Torneo maschile  |    |    |    |    |    |    |    | RR | RR | RR | RR | RR | RR | RR | RR | SF | B  | F  |    |
| Torneo femminile |    |    |    |    |    |    |    | RR | RR | RR | RR | RR | RR | RR | RR |    | SF | B  | F  |
| Doppio misto     | RR | RR | RR | RR | SF | B  | F  |    |    |    |    |    |    |    |    |    |    |    |    |

## Qualificazioni
In tutti e tre i tornei si sono qualificate di diritto le prime sette squadre del ranking dopo i mondiali 2016 e 2017. Tutte queste si aggiungono alla Corea del Sud, qualificata d'ufficio in quanto organizzatrice del torneo. Le altre due squadre mancanti per i tornei maschile e femminile sono uscite dai rispettivi tornei di qualificazione.

## Squadre

### Torneo maschile
| Evento             | Date                          | Luogo            | Posti | Qualificate                                                        |
| ------------------ | ----------------------------- | ---------------- | ----- | ------------------------------------------------------------------ |
| Paese ospitante    | 19 settembre 2014             |                  | 1     | Corea del Sud                                                      |
| Ranking            | 2 aprile 2016 - 9 aprile 2017 | Basilea Edmonton | 7     | Canada Giappone Gran Bretagna Norvegia Stati Uniti Svezia Svizzera |
| Torneo preolimpico | 5-10 dicembre 2017            | Plzeň            | 2     | Danimarca Italia                                                   |
| Totale             |                               |                  | 10    |                                                                    |

### Torneo femminile
| Evento             | Date                          | Luogo                 | Posti | Qualificate                                                                            |
| ------------------ | ----------------------------- | --------------------- | ----- | -------------------------------------------------------------------------------------- |
| Paese ospitante    | 19 settembre 2014             |                       | 1     | Corea del Sud                                                                          |
| Ranking            | 19 marzo 2016 - 26 marzo 2017 | Swift Current Pechino | 7     | Canada Giappone Gran Bretagna Atleti Olimpici dalla Russia Stati Uniti Svezia Svizzera |
| Torneo preolimpico | 5-10 dicembre 2017            | Plzeň                 | 2     | Cina Danimarca                                                                         |
| Totale             |                               |                       | 10    |                                                                                        |

### Doppio misto
| Evento          | Date                          | Luogo               | Posti | Qualificate                                                                      |
| --------------- | ----------------------------- | ------------------- | ----- | -------------------------------------------------------------------------------- |
| Paese ospitante | 19 settembre 2014             |                     | 1     | Corea del Sud                                                                    |
| Ranking         | 19 marzo 2016 - 26 marzo 2017 | Karlstad Lethbridge | 7     | Cina Canada Atleti Olimpici dalla Russia Svizzera Stati Uniti Norvegia Finlandia |
| Totale          |                               |                     | 8     |                                                                                  |

## Podi
| Evento                      | Oro                                                                                | Argento                                                                         | Bronzo                                                                              |
| Torneo maschile (dettagli)  | Stati Uniti John Shuster Tyler George Matt Hamilton John Landsteiner Joe Polo      | Svezia Niklas Edin Oskar Eriksson Rasmus Wranå Christoffer Sundgren Henrik Leek | Svizzera Valentin Tanner Peter de Cruz Claudio Pätz Benoît Schwarz Dominik Märki    |
| Torneo femminile (dettagli) | Svezia Anna Hasselborg Sara McManus Agnes Knochenhauer Sofia Mabergs Jennie Wåhlin | Corea del Sud Kim Eun-jung Kim Kyeong-ae Kim Seon-yeong Kim Yeong-mi Kim Cho-hi | Giappone Satsuki Fujisawa Chinami Yoshida Yūmi Suzuki Yurika Yoshida Mari Motohashi |
| Doppio misto (dettagli)     | Canada Kaitlyn Lawes John Morris                                                   | Svizzera Jenny Perret Martin Rios                                               | Norvegia Kristin Skaslien Magnus Nedregotten                                        |

## Medagliere
| Pos.   | Paese         | Oro | Argento | Bronzo | Totale |
| ------ | ------------- | --- | ------- | ------ | ------ |
| 1      | Svezia        | 1   | 1       | 0      | 2      |
| 2      | Canada        | 1   | 0       | 0      | 1      |
| 2      | Stati Uniti   | 1   | 0       | 0      | 1      |
| 4      | Svizzera      | 0   | 1       | 1      | 2      |
| 5      | Corea del Sud | 0   | 1       | 0      | 1      |
| 6      | Norvegia      | 0   | 0       | 1      | 1      |
| 6      | Giappone      | 0   | 0       | 1      | 1      |
| Totale | Totale        | 3   | 3       | 3      | 9      |